# Liste der Bodendenkmäler in Alesheim
Auf dieser Seite sind die Bodendenkmäler in der mittelfränkischen Gemeinde Alesheim zusammengestellt. Diese Tabelle ist eine Teilliste der Liste der Bodendenkmäler in Bayern. Grundlage ist die Bayerische Denkmalliste, die auf Basis des Bayerischen Denkmalschutzgesetzes vom 1. Oktober 1973 erstmals erstellt wurde und seither durch das Bayerische Landesamt für Denkmalpflege geführt wird. Die folgenden Angaben ersetzen nicht die rechtsverbindliche Auskunft der Denkmalschutzbehörde.

## Bodendenkmäler der Gemeinde  Alesheim

### Gemarkung Alesheim
| Lage                                | Objekt | Akten-Nr.     | Bild           |
| ----------------------------------- | --- | ------------- | -------------- |
| Alesheim (Standort)                 | Siedlung der römischen Kaiserzeit. | D-5-6931-0035 |                |
| Alesheim (Standort)                 | Mesolithische Freilandstation, mittelneolithische und hallstattzeitliche Siedlung und Einzelfund einer Glasperle der späten Latènezeit. | D-5-6931-0039 |                |
| Alesheim (Standort)                 | Freilandstation des Mesolithikums. | D-5-6931-0040 |                |
| Alesheim (Standort)                 | Siedlung vorgeschichtlicher Zeitstellung.                                                                                               | D-5-6931-0041 |                |
| Alesheim (Standort)                 | Siedlung der Linearbandkeramik. | D-5-6931-0042 |                |
| Alesheim (Standort)                 | Siedlung der jüngeren Kaiserzeit sowie des Früh- und des Hochmittelalters.                                                              | D-5-6931-0043 |                |
| Alesheim Kirchengasse 20 (Standort) | Pfarrkirche St. Emmeram Untertägige Bestandteile der evang.-luth. Pfarrkirche St. Emmeram des 16. Jh. und Vorgängerbau.                 | D-5-6931-0489 | weitere Bilder |

### Gemarkung Kattenhochstatt
| Lage                       | Objekt | Akten-Nr.     | Bild |
| -------------------------- | --- | ------------- | ---- |
| Kattenhochstatt (Standort) | Siedlung des Neolithikums, der Bronzezeit, vermutlich der Urnenfelderzeit sowie der Hallstatt- und Latènezeit. | D-5-6931-0056 |      |

### Gemarkung Trommetsheim
| Lage                                   | Objekt | Akten-Nr.     | Bild           |
| -------------------------------------- | --- | ------------- | -------------- |
| Trommetsheim (Standort)                | Grabhügel mit Bestattungen vorgeschichtlicher Zeitstellung. | D-5-6931-0032 |                |
| Trommetsheim (Standort)                | Mittelalterlicher Burgstall, Freilandstation des Mesolithikums. | D-5-6931-0047 |                |
| Trommetsheim (Standort)                | Grabhügel vorgeschichtlicher Zeitstellung. | D-5-6931-0049 |                |
| Trommetsheim (Standort)                | Straße der römischen Kaiserzeit. | D-5-6931-0050 |                |
| Trommetsheim (Standort)                | Siedlung des Neolithikums. | D-5-6931-0051 |                |
| Trommetsheim (Standort)                | Freilandstation des Paläolithikums und des Mesolithikums, außerdem Siedlung des Neolithikums, der Bronzezeit und der römischen Kaiserzeit.                                                                           | D-5-6931-0053 |                |
| Trommetsheim (Standort)                | Mesolithische Freilandstation, neolithische und metallzeitliche Siedlung. | D-5-6931-0055 |                |
| Trommetsheim (Standort)                | Siedlung des Mittelneolithikums und der Bronzezeit. | D-5-6931-0058 |                |
| Trommetsheim (Standort)                | Furt der römischen Kaiserzeit. | D-5-6931-0059 |                |
| Trommetsheim (Standort)                | Siedlung der Metallzeiten. | D-5-6931-0061 |                |
| Trommetsheim (Standort)                | Siedlung vorgeschichtlicher Zeitstellung. | D-5-6931-0063 |                |
| Trommetsheim (Standort)                | Vorgeschichtliche Siedlung. | D-5-6931-0064 |                |
| Trommetsheim (Standort)                | Freilandstation des Mesolithikums oder Siedlung des Neolithikums, außerdem Siedlung der Urnenfelderzeit, der Hallstatt- und der Latènezeit.                                                                          | D-5-6931-0067 |                |
| Trommetsheim (Standort)                | Mesolithische Freilandstation, neolithische und urnenfelderzeitliche Siedlung. | D-5-6931-0069 |                |
| Trommetsheim (Standort)                | Freilandstation des Mesolithikums sowie Siedlung des Neolithikums. | D-5-6931-0083 |                |
| Trommetsheim (Standort)                | Siedlung des Neolithikums. | D-5-6931-0086 |                |
| Trommetsheim (Standort)                | Siedlung des Neolithikums. | D-5-6931-0090 |                |
| Trommetsheim (Standort)                | Siedlung des Neolithikums. | D-5-6931-0091 |                |
| Trommetsheim (Standort)                | Siedlung vorgeschichtlicher Zeitstellung. | D-5-6931-0092 |                |
| Trommetsheim (Standort)                | Brückenfundamente des späten Mittelalters und der frühen Neuzeit. | D-5-6931-0326 |                |
| Trommetsheim Kirchstraße 11 (Standort) | Pfarrkirche St. Emmeram Untertägige mittelalterliche und frühneuzeitliche Befunde im Bereich der Evangelisch-Lutherischen Pfarrkirche St. Emmeram in Trommetsheim.                                                   | D-5-6931-0435 | weitere Bilder |
| Trommetsheim (Standort)                | Freilandstation und Siedlung vorgeschichtlicher Zeitstellung, Siedlung und Bestattungsplatz mit Körpergräbern des frühen Mittelalters, Siedlung karolingisch-ottonischer Zeitstellung, sowie des hohen Mittelalters. | D-5-6931-0497 |                |
| Trommetsheim (Standort)                | Siedlung karolingisch-ottonischer Zeitstellung sowie des hohen Mittelalters. | D-5-6931-0498 |                |

### Gemarkung Wachenhofen
| Lage                   | Objekt                                                                                  | Akten-Nr.     | Bild                     |
| ---------------------- | --------------------------------------------------------------------------------------- | ------------- | ------------------------ |
| Wachenhofen (Standort) | Freilandstation des Mesolithikums und Siedlung des Neolithikums.                        | D-5-6931-0072 |                          |
| Wachenhofen (Standort) | Mesolithische Freilandstation und Siedlung des Neolithikums und der Spätlatènezeit.     | D-5-6931-0073 |                          |
| Wachenhofen (Standort) | Siedlung des Neolithikums, der Bronzezeit und der frühen und späten Latènezeit.         | D-5-6931-0074 |                          |
| Wachenhofen (Standort) | Drei verebnete Grabhügel vorgeschichtlicher Zeitstellung.                               | D-5-6931-0075 |                          |
| Wachenhofen (Standort) | Siedlung vor- und frühgeschichtlicher Zeitstellung.                                     | D-5-6931-0076 |                          |
| Wachenhofen (Standort) | Untertägige Bestandteile der mittelalterlichen evang.-luth. Filialkirche St. Hieronymus | D-5-6931-0438 | Untertägige Bestandteile |
| Wachenhofen (Standort) | Flussübergang der römischen Kaiserzeit.                                                 | D-5-6931-0491 |                          |